# Nacho Monreal
Ignacio Monreal Eraso, meglio noto come Nacho Monreal (Pamplona, 26 febbraio 1986), è un ex calciatore spagnolo, di ruolo difensore.

## Caratteristiche tecniche
Dato il suo buon dinamismo e buona abilità negli assist, solitamente veniva impiegato come terzino sinistro in una linea di difesa a quattro, ma era in grado di giocare anche come difensore centrale o addirittura come difensore di sinistra in una linea di difesa a tre.

## Carriera

### Club

#### Gli inizi, Osasuna
Nato a Pamplona, cresce nelle giovanili dell'Osasuna, arrivando fino in prima squadra, facendo il suo debutto ufficiale il 22 ottobre 2006 nella sconfitta per 1-0 sul campo del Valencia. Conclude la sua prima stagione con 10 presenze in campionato, 2 in UEFA Champions League e, dopo la retrocessione in Coppa UEFA, altre 4 apparizioni comprese la semifinale persa con il Siviglia. Dalla stagione 2007-2008 diviene titolare, mantenendo il posto anche nelle stagioni successive, condividendo il reparto arretrato con un altro titolare prodotto del settore giovanile, César Azpilicueta, sulla fascia opposta.

#### Malaga
Il 10 giugno 2011 viene ceduto a titolo definitivo al Malaga per la cifra di 6 milioni di euro. Nella sua prima stagione si alterna con Eliseu, contribuendo al quarto posto finale in campionato e alla storica prima qualificazione in Champions League del club andaluso.

#### Arsenal
Dopo due stagioni nella squadra andalusa si è trasferito all'Arsenal il 31 gennaio 2013 per la cifra di 10 milioni di euro, scegliendo la maglia numero 17. Il 16 marzo 2013 segna il suo primo gol con la maglia dei Gunners nella partita giocata e vinta 2-0 contro lo Swansea City. Nel gennaio 2016 rinnova per altri tre anni e mezzo con i londinesi. Lascia il club inglese dopo aver disputato 253 partite e segnato 10 reti complessivamente.

#### Real Sociedad
Il 31 agosto 2019 passa a titolo definitivo alla Real Sociedad.
Sigla il suo primo gol con la nuova maglia nella sfida finita per 3-0 il 22 febbraio 2020 contro il Valencia. La stagione 2021-2022 è caratterizzata da vari infortuni che non gli permettono di scendere mai in campo , al punto che il 23 maggio 2022 annuncia il suo addio alla squadra basca dopo 69 presenze e 4 reti complessive, rimanendo svincolato dal 1º luglio successivo.

#### Ritiro
Il 16 agosto 2022 annuncia il ritiro dal calcio giocato.

### Nazionale
Debutta in nazionale il 12 agosto 2009 in amichevole contro la Macedonia. Nel giugno 2013 viene selezionato per disputare la FIFA Confederations Cup 2013 in Brasile. Il 9 ottobre 2016 torna a giocare con la nazionale, nella partita di qualificazione valida al mondiale 2018 contro l'Albania, dopo quasi tre anni dall'ultima apparizione. Il 12 novembre 2016 segna la sua prima rete con la Roja, nel match vinto 4-0 contro la Macedonia. Il 21 maggio 2018 viene incluso dal commissario tecnico della Spagna Lopetegui nella lista dei convocati per il Mondiale di Russia 2018, che per la nazionale spagnola si conclude allo stadio degli ottavi di finale, nei quali viene sconfitta ai rigori dai padroni di casa della Russia.

## Statistiche

### Presenze e reti nei club
Statistiche aggiornate al 30 maggio 2022.
| Stagione             | Squadra              | Campionato           | Campionato | Campionato | Coppe nazionali | Coppe nazionali | Coppe nazionali | Coppe continentali | Coppe continentali | Coppe continentali | Altre coppe | Altre coppe | Altre coppe | Totale | Totale |
| Stagione             | Squadra              | Comp                 | Pres       | Reti       | Comp            | Pres            | Reti            | Comp               | Pres               | Reti               | Comp        | Pres        | Reti        | Pres   | Reti   |
| -------------------- | -------------------- | -------------------- | ---------- | ---------- | --------------- | --------------- | --------------- | ------------------ | ------------------ | ------------------ | ----------- | ----------- | ----------- | ------ | ------ |
| 2004-2005            | Osasuna B            | SDB                  | 1          | 0          |                 | -               | -               |                    | -                  | -                  | -           | -           | -           | 1      | 0      |
| 2005-2006            | Osasuna B            | SDB                  | 35         | 3          |                 | -               | -               |                    | -                  | -                  | -           | -           | -           | 35     | 3      |
| Totale Osasuna B     | Totale Osasuna B     | Totale Osasuna B     | 36         | 3          |                 | -               | -               |                    | -                  | -                  |             | -           | -           | 36     | 3      |
| 2006-2007            | Osasuna              | PD                   | 10         | 0          | CR              | 2               | 0               | CU                 | 4                  | 0                  | -           | -           | -           | 16     | 0      |
| 2007-2008            | Osasuna              | PD                   | 27         | 1          | CR              | 0               | 0               | -                  | -                  | -                  | -           | -           | -           | 27     | 1      |
| 2008-2009            | Osasuna              | PD                   | 28         | 0          | CR              | 1               | 0               | -                  | -                  | -                  | -           | -           | -           | 29     | 0      |
| 2009-2010            | Osasuna              | PD                   | 31         | 1          | CR              | 6               | 0               | -                  | -                  | -                  | -           | -           | -           | 37     | 1      |
| 2010-2011            | Osasuna              | PD                   | 31         | 1          | CR              | 1               | 0               | -                  | -                  | -                  | -           | -           | -           | 32     | 1      |
| Totale Osasuna       | Totale Osasuna       | Totale Osasuna       | 127        | 3          |                 | 10              | 0               |                    | 4                  | 0                  |             | -           | -           | 141    | 3      |
| 2011-2012            | Málaga               | PD                   | 31         | 0          | CR              | 2               | 0               | -                  | -                  | -                  | -           | -           | -           | 33     | 0      |
| 2012-gen. 2013       | Málaga               | PD                   | 14         | 1          | CR              | 3               | 0               | UCL                | 2                  | 0                  | -           | -           | -           | 45     | 8      |
| Totale Málaga        | Totale Málaga        | Totale Málaga        | 45         | 1          |                 | 5               | 0               |                    | 4                  | 0                  |             | -           | -           | 54     | 1      |
| gen.-giu. 2013       | Arsenal              | PL                   | 10         | 1          | FACup+CdL       | 1+0             | 0               | UCL                | 0                  | 0                  | -           | -           | -           | 11     | 1      |
| 2013-2014            | Arsenal              | PL                   | 23         | 0          | FACup+CdL       | 3+2             | 0               | UCL                | 6                  | 0                  | -           | -           | -           | 36     | 0      |
| 2014-2015            | Arsenal              | PL                   | 28         | 0          | FACup+CdL       | 4+0             | 1+0             | UCL                | 4                  | 0                  | CS          | 1           | 0           | 39     | 1      |
| 2015-2016            | Arsenal              | PL                   | 37         | 0          | FACup+CdL       | 1+0             | 0               | UCL                | 6                  | 0                  | CS          | 1           | 0           | 45     | 0      |
| 2016-2017            | Arsenal              | PL                   | 36         | 0          | FACup+CdL       | 4+0             | 1+0             | UCL                | 3                  | 0                  |             | -           | -           | 43     | 1      |
| 2017-2018            | Arsenal              | PL                   | 28         | 5          | FACup+CdL       | 0+2             | 0               | UEL                | 7                  | 1                  | CS          | 1           | 0           | 38     | 6      |
| 2018-2019            | Arsenal              | PL                   | 22         | 1          | FACup+CdL       | 0+2             | 0               | UEL                | 13                 | 1                  | -           | -           | -           | 37     | 1      |
| lug.-ago. 2019       | Arsenal              | PL                   | 3          | 0          | FACup+CdL       | -               | -               | UEL                | -                  | -                  | -           | -           | -           | 3      | 0      |
| Totale Arsenal       | Totale Arsenal       | Totale Arsenal       | 187        | 7          |                 | 19              | 2               |                    | 43                 | 1                  |             | 3           | 0           | 253    | 10     |
| ago. 2019-2020       | Real Sociedad        | PD                   | 29         | 2          | CR              | 5               | 0               | -                  | -                  | -                  | -           | -           | -           | 34     | 2      |
| 2020-2021            | Real Sociedad        | PD                   | 26         | 1          | CR              | 1               | 0               | UEL                | 7                  | 1                  | SS          | 1           | 0           | 35     | 2      |
| 2021-2022            | Real Sociedad        | PD                   | 0          | 0          | CR              | 0               | 0               | UEL                | 0                  | 0                  | -           | -           | -           | 0      | 0      |
| Totale Real Sociedad | Totale Real Sociedad | Totale Real Sociedad | 55         | 3          |                 | 6               | 0               |                    | 7                  | 1                  |             | 1           | 0           | 69     | 4      |
| Totale carriera      | Totale carriera      | Totale carriera      | 483        | 20         |                 | 41              | 2               |                    | 59                 | 2                  |             | 4           | 0           | 587    | 24     |

### Cronologia presenze e reti in nazionale
| Cronologia completa delle presenze e delle reti in nazionale ― Spagna | Cronologia completa delle presenze e delle reti in nazionale ― Spagna | Cronologia completa delle presenze e delle reti in nazionale ― Spagna | Cronologia completa delle presenze e delle reti in nazionale ― Spagna | Cronologia completa delle presenze e delle reti in nazionale ― Spagna | Cronologia completa delle presenze e delle reti in nazionale ― Spagna | Cronologia completa delle presenze e delle reti in nazionale ― Spagna | Cronologia completa delle presenze e delle reti in nazionale ― Spagna |
| Data                                                                  | Città                                                                 | In casa                                                               | Risultato                                                             | Ospiti                                                                | Competizione                                                          | Reti                                                                  | Note                                                                  |
| --------------------------------------------------------------------- | --------------------------------------------------------------------- | --------------------------------------------------------------------- | --------------------------------------------------------------------- | --------------------------------------------------------------------- | --------------------------------------------------------------------- | --------------------------------------------------------------------- | --------------------------------------------------------------------- |
| 12-8-2009                                                             | Skopje                                                                | Macedonia                                                             | 2 – 3                                                                 | Spagna                                                                | Amichevole                                                            | -                                                                     | 71’                                                                   |
| 10-10-2009                                                            | Erevan                                                                | Armenia                                                               | 1 – 2                                                                 | Spagna                                                                | Qual. Mondiali 2010                                                   | -                                                                     |                                                                       |
| 11-8-2010                                                             | Città del Messico                                                     | Messico                                                               | 1 – 1                                                                 | Spagna                                                                | Amichevole                                                            | -                                                                     |                                                                       |
| 7-9-2010                                                              | Buenos Aires                                                          | Argentina                                                             | 4 – 1                                                                 | Spagna                                                                | Amichevole                                                            | -                                                                     | 67’                                                                   |
| 15-11-2011                                                            | San José                                                              | Costa Rica                                                            | 2 – 2                                                                 | Spagna                                                                | Amichevole                                                            | -                                                                     | 70’                                                                   |
| 26-5-2012                                                             | San Gallo                                                             | Spagna                                                                | 2 – 0                                                                 | Serbia                                                                | Amichevole                                                            | -                                                                     | 65’                                                                   |
| 30-5-2012                                                             | Berna                                                                 | Spagna                                                                | 4 – 1                                                                 | Corea del Sud                                                         | Amichevole                                                            | -                                                                     |                                                                       |
| 15-8-2012                                                             | Bayamón                                                               | Porto Rico                                                            | 1 – 2                                                                 | Spagna                                                                | Amichevole                                                            | -                                                                     | 56’                                                                   |
| 7-9-2012                                                              | Pontevedra                                                            | Spagna                                                                | 5 – 0                                                                 | Arabia Saudita                                                        | Amichevole                                                            | -                                                                     |                                                                       |
| 6-2-2013                                                              | Doha                                                                  | Spagna                                                                | 3 – 1                                                                 | Uruguay                                                               | Amichevole                                                            | -                                                                     | 78’                                                                   |
| 26-3-2013                                                             | Saint-Denis                                                           | Francia                                                               | 0 – 1                                                                 | Spagna                                                                | Qual. Mondiali 2014                                                   | -                                                                     |                                                                       |
| 8-6-2013                                                              | Miami Gardens                                                         | Spagna                                                                | 2 – 1                                                                 | Haiti                                                                 | Amichevole                                                            | -                                                                     |                                                                       |
| 20-6-2013                                                             | Rio de Janeiro                                                        | Spagna                                                                | 10 – 0                                                                | Tahiti                                                                | Conf. Cup 2013 - 1º turno                                             | -                                                                     |                                                                       |
| 10-9-2013                                                             | Ginevra                                                               | Spagna                                                                | 2 – 2                                                                 | Cile                                                                  | Amichevole                                                            | -                                                                     |                                                                       |
| 11-10-2013                                                            | Palma di Maiorca                                                      | Spagna                                                                | 2 – 1                                                                 | Bielorussia                                                           | Qual. Mondiali 2014                                                   | -                                                                     | 46’                                                                   |
| 19-11-2013                                                            | Johannesburg                                                          | Sudafrica                                                             | 1 – 0                                                                 | Spagna                                                                | Amichevole                                                            | -                                                                     |                                                                       |
| 9-10-2016                                                             | Scutari                                                               | Albania                                                               | 0 – 2                                                                 | Spagna                                                                | Qual. Mondiali 2018                                                   | -                                                                     |                                                                       |
| 12-11-2016                                                            | Granada                                                               | Spagna                                                                | 4 – 0                                                                 | Macedonia                                                             | Qual. Mondiali 2018                                                   | 1                                                                     |                                                                       |
| 7-6-2017                                                              | Murcia                                                                | Spagna                                                                | 2 – 2                                                                 | Colombia                                                              | Amichevole                                                            | -                                                                     | 46’                                                                   |
| 5-9-2017                                                              | Vaduz                                                                 | Liechtenstein                                                         | 0 – 8                                                                 | Spagna                                                                | Qual. Mondiali 2018                                                   | -                                                                     |                                                                       |
| 3-6-2018                                                              | Vila-real                                                             | Spagna                                                                | 1 – 1                                                                 | Svizzera                                                              | Amichevole                                                            | -                                                                     | 78’                                                                   |
| Totale                                                                |                                                                       | Presenze                                                              | 21                                                                    |                                                                       | Reti                                                                  | 1                                                                     |                                                                       |

## Palmarès

### Club

#### Competizioni nazionali
- Coppa d'Inghilterra: 3

Arsenal: 2013-2014, 2014-2015, 2016-2017
- Community Shield: 3

Arsenal: 2014, 2015, 2017
- Coppa di Spagna: 1

Real Sociedad: 2019-2020